# 萩原睦
萩原 睦（はぎわら むつみ、1957年2月17日 - ）は、日本棋院東京本院所属の囲碁棋士。群馬県安中市出身、八段。1980年入段、2020年引退。通算成績326勝451敗3持碁。